# Manastigma primno
Manastigma primno är en fjärilsart som beskrevs av Frederick DuCane Godman och Osbert Salvin 1887. Manastigma primno ingår i släktet Manastigma och familjen juvelvingar. Inga underarter finns listade i Catalogue of Life.